# 성일중학교 (경기)
성일중학교(城一中學校)는 대한민국 경기도 성남시 중원구 성남동에 있는 사립 중학교이다.

## 학교 연혁
- 1973년 6월 20일 : 학교법인 <성일 학원> 설립인가
- 1974년 6월 7일 : 성일중학교 설립인가
- 1975년 3월 1일 : 초대 한창수 교장 취임
- 2013년 3월 1일 : 남녀공학 인가
- 2021년 2월 23일 : 인공지능(AI) 교육 선도학교 구축교 공모사업 선정
- 2021년 3월 1일 : 제20대 구현정 교장 부임
- 2022년 3월 24일 : 성남형 스마트교실 구축교 공모사업 선정
- 2024년 1월 9일 : 디지털 기반 교육혁신 선도학교 공모사업 선정
- 2024년 1월 12일 : 제47회 졸업식(8학급 225명)
- 2024년 2월 16일 : 디지털 창의역량교육 실천학교 선정

## 참고 자료
- 성일중학교 - 한국교육학술정보원 학교알리미